# 권문해
권문해(權文海, 1534년~1591년)는 조선 전기의 문신이다. 본관은 예천(醴泉), 자는 호원(灝元), 호는 초간(草澗)이다. 《대동운부군옥》의 저자이다.
1534년(중종 29년) 권지의 아들로 태어났으며 이황에게 배웠다. 1560년(명종 15년) 별시 문과에 병과로 급제한 뒤, 좌부승지·관찰사를 지내고 1591년(선조 24년)에 사간이 되었으나 음력 6월 23일 사임하고, 그해에 죽었다.
저서로 요즘의 백과사전 격인 《대동운부군옥》과 《초간집》을 남겼다. 고향에 있는 봉산서원에 제향되었다.

## 가족 관계
- 증조부 : 권선(權善)
  - 할아버지 : 권오상(權五常)
    - 아버지 : 권지(權祉)
    - 어머니 : 정찬종(鄭纘宗)의 딸

## 참고 문헌
- 춘추관 관원들 (1616). 《선조실록》.